# Семинар европейского права Урбино
Семинар европейского права Урбино — летний семинар, который ежегодно проводится Центром европейских юридических исследований Урбино с 1959 года. Тематика семинара, который проходит на французском, итальянском и английском языках, касается актуальных вопросов европейского права, международного частного права, сравнительного правоведения и итальянского права. Семинары проводятся при поддержке правового факультета университета Урбино специалистами из различных стран Европы. 
Участие в семинаре дает право на получение сертификата. Успешная сдача экзаменов, в зависимости от условий, подтверждается предоставлением диплома по сравнительному правоведению, диплома по изучению европейского права, диплома по углубленному изучению европейского права или диплома по углубленному изучению европейского права факультета права университета Урбино.

## История
Семинар европейского права Урбино был открыт 24 августа 1959 года Анри Батиффолем, Фоционом Францескакисом, Алессандро Мильяцца, Франческо Капоторти, Энрико Палеари и Жерменом Бруйярдом. До 2004 года семинар поддерживался меценатами Чино и Симоне Дель Дука. С 2009, года преподаватели-исследователи Центра  европейских юридических исследований Урбино, объединенные группой Галилео, финансово поддерживаются франко-итальянской программой научного сотрудничества Галилео.

## Состав преподавателей
С момента своего создания, среди преподавателей семинара всегда были специалисты, также приглашаемые Гаагской академией международного права : Рикардо Монако (Гаага 1949, 1960, 1968, 1977), Пьеро Циккарди (1958, 1976), Анри Батиффоль (1959, 1967, 1973), Ивон Луссуарн (1959, 1973), Марио Джулиано (1960, 1968, 1977), Фоцион Францескакис (1964), Фритц Швинд (1966, 1984), Игнац Зайдл-Хоэнвельдерн (1968, 1986), Эдоардо Витта (1969, 1979), Алессандро Мильяцца (1972), Рене Родьер (1972), Жорж Дроз (1974, 1991, 1999), Пьер Гото (1981), Эрик Джейм (1982, 1995, 2000), Бернар Оди (1984, 2003), Мишель Пелише (1987), Пьер Бурель (1989), Пьер Майер (1989, 2007), Тито Балларино (1990), Элен Годеме-Таллон (1991, 2005), Алегриа Боррас (1994, 2005), Франческо Капоторти (1995), Бертран Ансель (1995), Джорджио Сачердоти (1997), Хосе Карлос Фернандес Розас (2001), Горация Мюир Ватт (2004), Андреа Бономи (2007), Дарио Мура Висенте (2008), Матиас Одит (2012), Христиан Колер (2012), Этьен Пато (2013).